# Ентоні Матковіч
Ентоні Матковіч (англ. Antony Matkovich, 12 червня 1977) — австралійський плавець.
Призер Олімпійських Ігор 2004 року.